# Tesserantha connectens
Tesserantha connectens is een neteldierensoort uit de familie van de Tesseranthidae. De wetenschappelijke naam van de soort is voor het eerst geldig gepubliceerd in 1880 door Haeckel.